# 陸納
陸納（4世紀—395年3月11日），字祖言，吳郡吳縣（今江蘇蘇州）人。東晉司空陸玩子，在東晉官至尚書令。

## 生平
陸納年輕就有高尚節操，對持正守節的堅持超絕當時。初任鎮軍大將軍、武陵王司馬晞的掾，又獲舉為秀才。當時任會稽內史的王述對其十分敬重，於是請他陸納為他的長史。後多次升遷後至黃門侍郎、揚州別駕、尚書吏部郎。
後陸納出任吳興太守。陸納到吳興郡後，不受俸祿，不久陸納將返回建康任左民尚書、揚州大中正時，更加只帶輕便行李，將他到任時帶來的糧食以及其他東西都封存留給郡府。及後轉任太常，又遷任吏部尚書，加奉車都尉、衞將軍。
及後陸納子陸長生患病，陸納請求解職照顧他；當時侄兒陸禽又犯了法，陸納乾脆請求免職謝罪。而當時朝廷特別地只稍稍貶了其官職，到陸長生的病情轉輕時就命其回去代理其原職。不久陸納遷尚書僕射，太元十一年（386年）與譙王司馬恬分任尚書左僕射和右僕射，陸納獲加散騎常侍。太元十四年（389年）升任尚書令。當時晉孝武帝沉溺酒色，政事都交了給弟弟司馬道子，不過司馬道子亦喜歡喝酒，於是兩兄弟就常常在酒酣之中；另一方面司馬道子的屬下腹心都爭相弄權，皆令陸納十分擔心，望著宮殿說：「好家居，纖兒欲撞壞之邪。」顯出其憂國之情，其堅貞忠誠亦受朝中官員佩服。
太元二十年（395年），陸納遷左光祿大夫、開府儀同三司，但未拜官便於二月甲寅日（3月11日）去世，朝廷便以此為其贈官。

## 性格特徵
- 陸納堅持節儉，陸納赴任吳興太守前曾向大司馬桓溫辭行，並順道問桓溫的食量，更稱想在出赴吳興前與桓溫喝酒大醉一次。不過在酒宴時陸納只準備了一拌鹿肉以及一斗酒，令坐上客人都驚愕，亦遠不如桓溫所說的三升酒、十臠白肉的食量。陸納面對著包括桓溫、王坦之、刁彝等人，仍從容地請眾人以這一斗酒盡興[6]。桓溫和賓客都感歎其簡樸，桓溫更命其私家廚房設精美菜餚，酒宴亦在大家飲酒盡興之下結束。另一次謝安將來拜訪陸納，陸納都沒有甚麼能款待他，只設有茶果。不過其侄兒陸俶暗中自作準備，卻不敢對陸納說。到謝安拜訪時陸俶就以豐盛的菜餚款待謝安，盡有珍羞。不過陸納在謝安離開後就大怒，對陸俶說：「汝不能光益父叔，乃復穢我素業邪！」於是扙打陸俶四十下。據《晉書》稱其「舉措多此類」，類似的事可能曾多次發生。
- 陸納一直任官，歷仕朝內和地方職位，及至官至尚書令，但其守正堅持的態度其實一直沒變。

## 家庭

### 兄弟
- 陸始，陸納兄，在晉歷任侍中、尚書。

### 子女
- 陸長生，陸納子，陸納亦十分疼愛他，但比陸納早死。
- 陸道隆，陸納弟弟之子，因為陸納在陸長生死後再無子嗣，故過繼給陸納。